# Тархун (напій)

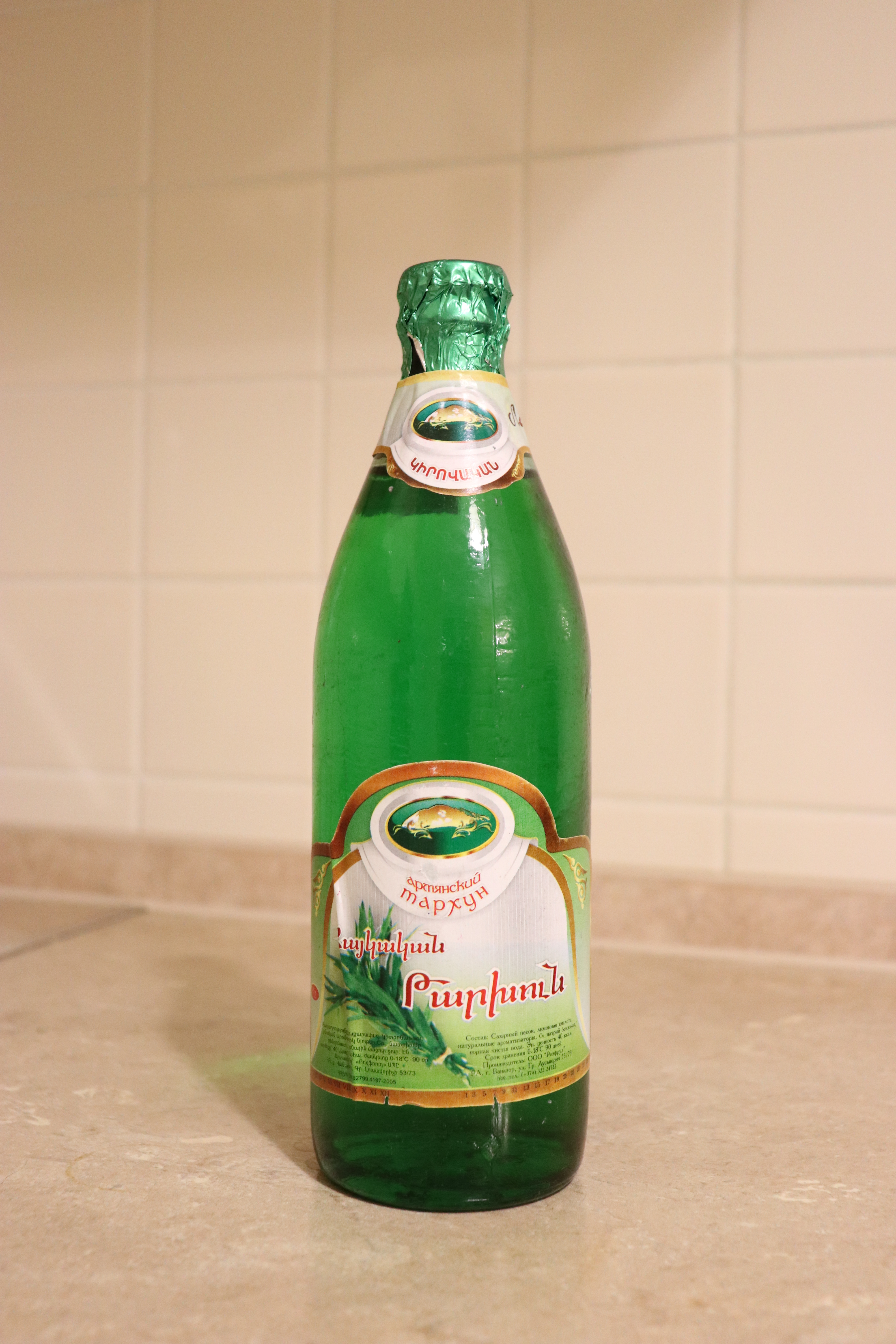

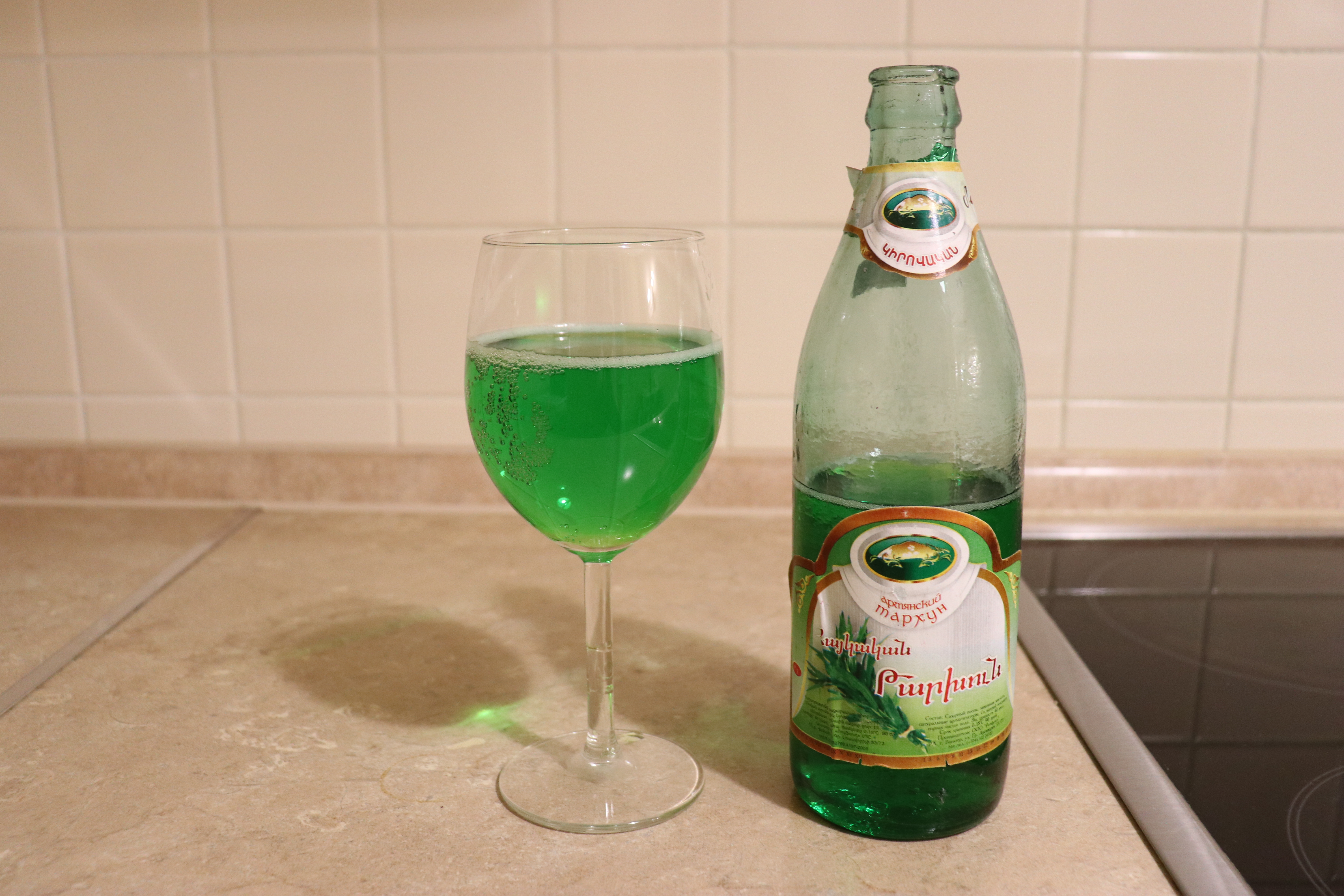
Вірменський тархун

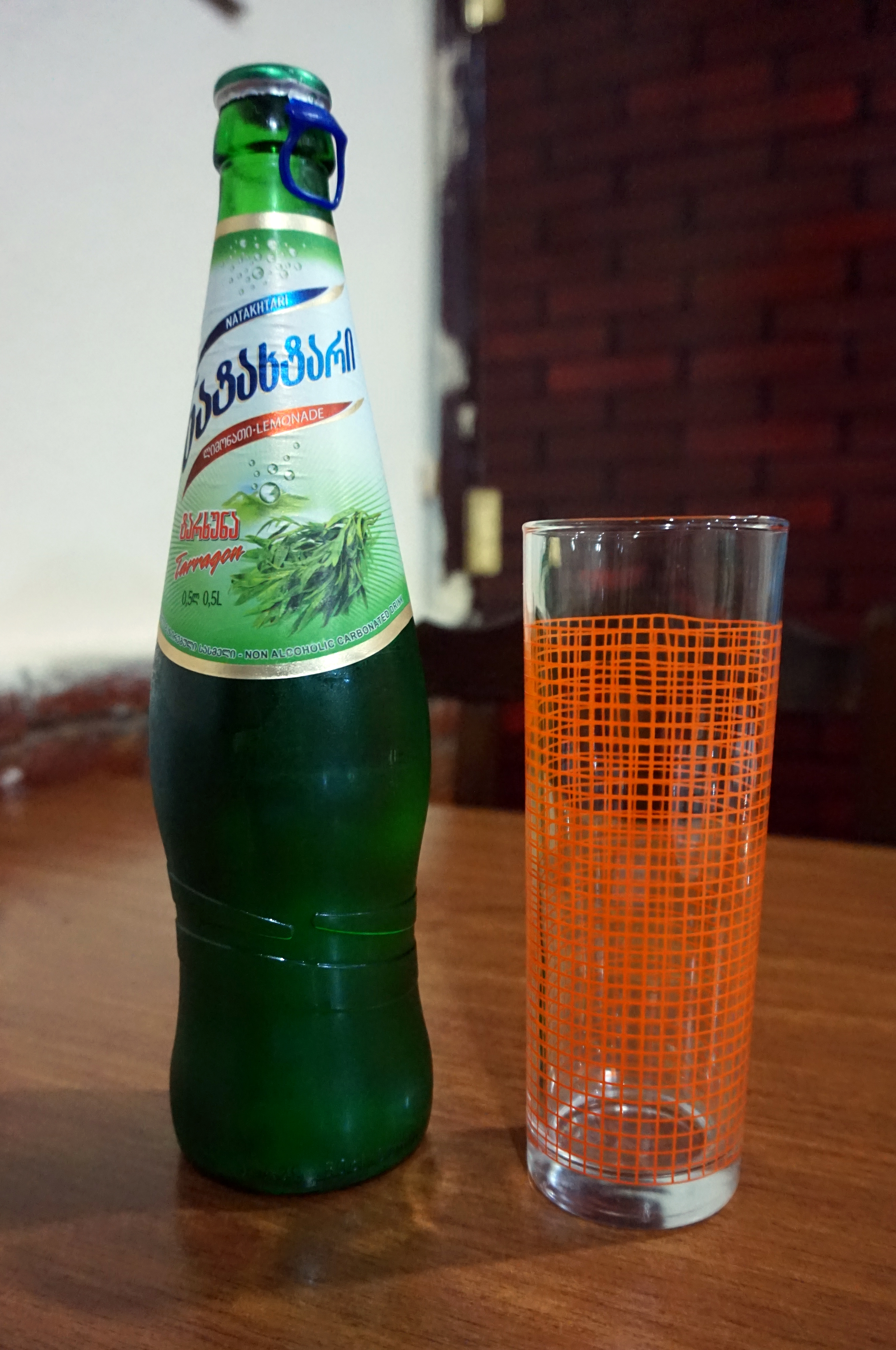
Natakhtari Tarkhuna

«Тарху́н» (груз. ტარხუნა) — грузинський солодкий безалкогольний газований напій зеленого кольору. Виготовляється з води, лимонної кислоти, цукру і екстракту естрагону.
Винайдений в 1887 тифліським аптекарем Митрофаном Лагідзе, який здогадався додавати в газовану воду з натуральними сиропами власного виробництва пахучий екстракт кавказького естрагону — тархуну. До Першої світової війни води Лагідзе не раз отримували золоті медалі на міжнародних виставках.
У СРСР в цей напій додавали зелений барвник. Даний барвник підозрюють у шкідливості здоров'ю і тому нинішні виробники відмовилися від нього, а справжній тархун роблять, застосовуючи світло-жовтий E102 і синій E133 барвники[джерело?][виправити стиль].
Вперше в масовий продаж в СРСР поступив в 1981. Дослідна партія продавалась на території Головного ботанічного саду АН СРСР в стандартних пляшках ємністю 0,33 л. Надалі його рецептура була передана підприємствам харчової промисловості, і починаючи з 1983 року «Тархун» став продаватися у багатьох республіках СРСР і адміністративних регіонах РСФСР.